# Miltonia flavescens
Espèce
Miltonia flavescens est une espèce d'orchidées du genre Miltonia originaire d'Amérique du Sud.